# Capheris fitzsimonsi
Capheris fitzsimonsi is een spinnensoort uit de familie van de mierenjagers (Zodariidae). De diersoort komt voor in Zimbabwe.
De wetenschappelijke naam van de soort werd in 1936 gepubliceerd door Reginald Frederick Lawrence.